# Дикинсън (окръг, Айова)
Вижте пояснителната страница за други значения на Дикинсън.
Окръг Дикинсън (на английски: Dickinson County) е окръг в щата Айова, Съединени американски щати. Площта му е 985,8 квадратни километра, а населението – 17 258 души (по изчисления за юли 2019 г.). Административен център е град Спирит Лейк.